# Shakudō

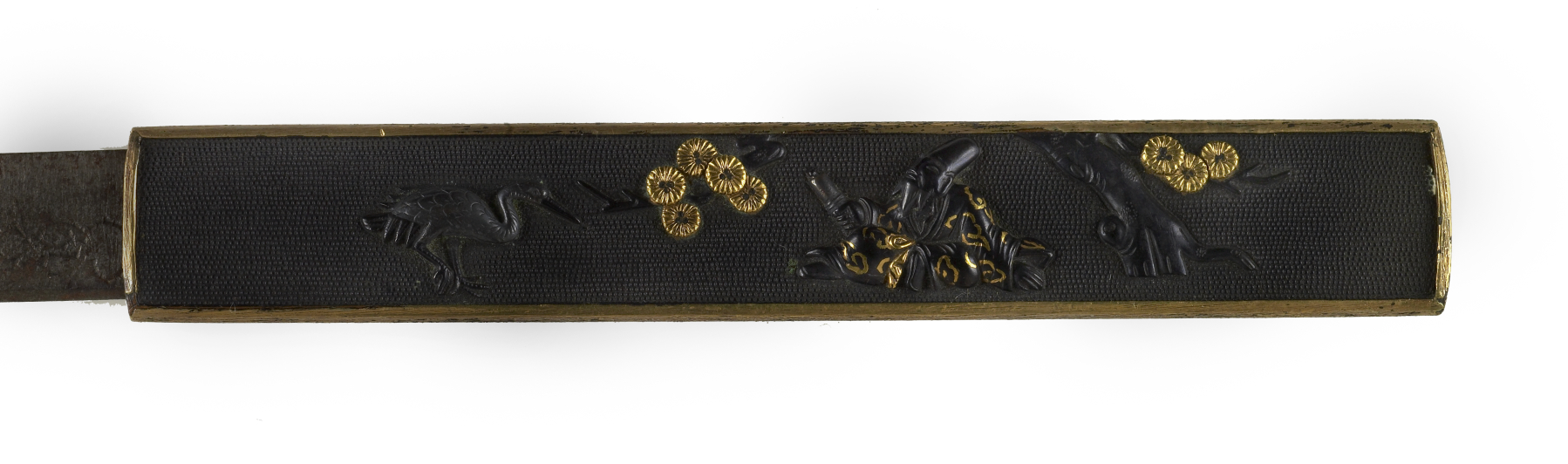
Kozuka (Messergriff) aus Shakudō mit Verzierungen aus Gold (Edo-Periode)

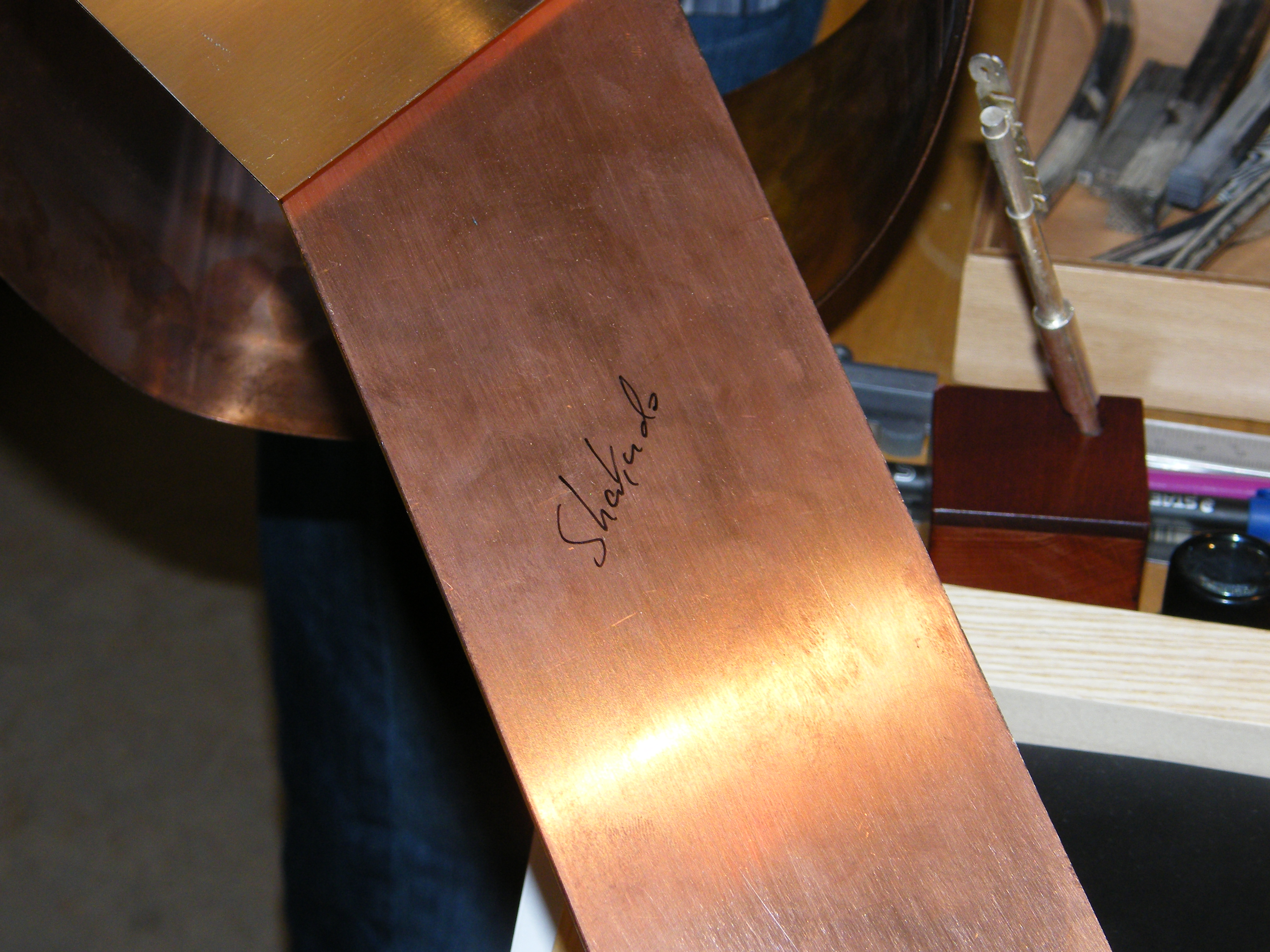
Unbehandeltes Shakudō-Blech

Shakudō (jap. 赤銅, dt. „Rotkupfer“) ist eine traditionelle japanische Metalllegierung, die nachweislich seit dem 12. Jahrhundert für Verzierungen auf Schwertern (siehe auch: Tantō, Wakizashi, Katana) oder Schmuckgegenständen verwendet wird.

## Beschreibung
Die Legierung besteht üblicherweise aus Kupfer mit 2–7 % Gold. Selten werden noch andere Metalle in geringen Mengen (<1 %) hinzugegeben. Das Rezept wurde viele Jahrhunderte streng geheim gehalten und gelangte erst ab dem 17. Jahrhundert nach Europa.
Charakteristisch für Shakudō ist seine dunkelbraune bis schwarzviolette Färbung, die erst durch eine Ätzung der Metalloberfläche in einer heißen Salzlösung erreicht wird. Die Bezeichnung Rotkupfer, trotz dunkelbrauner fast schwarzer Patina, erklärt sich durch die Farbbezeichnung 赤銅色 shakudōiro mit den Bedeutungen „bronzefarben“ und „schwarzbraun“.
Aufgrund seiner intensiven und unterschiedlichen Farbe ist Shakudō eine häufig verwendete Legierung bei der japanischen Mokume-Gane-Schmiedetechnik. Die traditionelle Verwendung bei der Herstellung/Verzierung der Tsuba des japanischen Katana-Schwertes wurde in der westlichen Welt schon von Gustav Jacoby (1905) und Henri Louis Joly (1912) Anfang des 20. Jahrhunderts behandelt.

## Kupfer-Gold-Anteile und Färbung
- 一分挿し, Ichibusashi-Zusammensetzung, 99 % Cu + 1 % Au, reines Schwarz
- 三分挿し, Sanbusashi-Zusammensetzung, 97 % Cu + 3 % Au, bläulich-schwarze Färbung
- 五分挿し, Gobusashi-Zusammensetzung, 95 % Cu + 5 % Au, bläulich-schwarze Färbung.
- 八分挿し, Hachibusashi-Zusammensetzung, 92 % Cu + 8 % Au (hierbei gelten Toleranzwerte von 90–93 % Cu und somit 7–10 % Au, der Name verweist durch 八 hachi aber eindeutig auf einen 8-Teile-Gold-Anteil), schwarzviolette Färbung.